# مغاوير البحر
مغاوير البحر (بالإنجليزية: Marine Commandos)‏ هي وحدة العمليات الخاصة في القوات البحرية اللبنانية، وهي جزء من قيادة القوات الخاصة اللبنانية. أُنشئت بمساعدة من قوات بحرية الولايات المتحدة الخاصة وقوات المارينز الملكية البريطانية وكُلفت بالقيام بمجموعة متنوعة من المهام، لا سيما في البحر، والتي تشمل: التخريب، والغارات، والهبوط على الشاطئ، ومكافحة الإرهاب البحري. تأسست قوات الكوماندوز البحرية في عام 1997، ثم حصلت على الاستقلال الإداري في يوليو 2001.

## تاريخ
حتى عام 1997، كانت قوة العمليات الخاصة الوحيدة في لبنان هي فرقة الكوماندوز. ومع ذلك، في عام 1997، كجزء من إعادة هيكلة وتحديث الجيش اللبناني، قررت قيادة الجيش إنشاء فوج مخصص للعمليات البحرية الخاصة.
بدأت الاتصالات لإنشاء وتدريب هذه الوحدة الخاصة الجديدة متعددة الأغراض بالاقتراب من الولايات المتحدة والتواصل مع وزارة الدفاع البريطانية. في نهاية المطاف تم إرسال عدد من الضباط المرشحين للتدريب رفقة مشاة البحرية الملكية في المملكة المتحدة. تم وضع الرتب الأدنى في مرحلة التدريب في لبنان بتأطير من قبل قوات المارينز الملكية الخاصة التي تم إحضارها خصيصًا لهذه المهمة. من ناحية أخرى، تم التأكيد على أن القوات الخاصة البحرية الأمريكية ساهمت في التدريب في كل من الولايات المتحدة ولبنان.

## المهام الأساسية
تتمثل مهام قوات الكوماندوز البحرية اللبنانية عمومًا في مكافحة مراكب العدو، والقيام بغارات تحت الماء، ونشر الألغام البحرية والتخلص منها، والهدم تحت الماء، والقيام بعمليات مشتركة مع القوات البحرية والبرية والجوية، ومكافحة الإرهاب البحري. بالإضافة إلى ذلك، يتم تكليف الفوج بدعم الأمن الداخلي وإجراء مهام البحث والإنقاذ.